# Kulturpreis der Landeshauptstadt Wiesbaden
Die Landeshauptstadt Wiesbaden vergibt seit 1981 den Kulturpreis der Landeshauptstadt Wiesbaden zur Förderung der Kultur, wobei sowohl Einzelpersonen als auch Initiativen bedacht werden, die sich für das Wiesbadener Kulturleben verdient gemacht haben.

## Gegenstand
Der Preis wird für Leistungen auf den Gebieten bildende Kunst, Musik, Literatur, Geschichtsforschung und darstellende Kunst vergeben. Der Preis ist mit 5000 Euro dotiert.

## Vergabe
Über die Vergabe entscheidet eine Jury, die sich aus dem Kulturdezernenten des Magistrats (Vorsitz) und aus je einem Mitglied der Fraktionen der Stadtverordnetenversammlung sowie dem Leiter des Kulturamtes zusammensetzt.
Die Verleihung des Förderpreises erfolgt durch den Oberbürgermeister oder einen Vertreter des Magistrats.

## Preisträger
- 1981: der Schriftsteller Michael Schneider
- 1982: der Komponist Ingomar Grünauer
- 1983: die Mozart-Gesellschaft Wiesbaden
- 1984: der Maler Oskar Kolb
- 1985: der Maler Franz Theodor Schütt
- 1986: der Schriftsteller Michael von Poser
- 1987: der Sängerkreis Wiesbaden
- 1988: das Hinterhaus (das heutige thalhaus)
- 1989: das Archivkino Caligari
- 1990: die Schiersteiner Kantorei
- 1991: der Maler Matthias Gessinger
- 1992: der Filmwissenschaftler und -kritiker Jürgen Labenski und der FilmClub Leibniz
- 1993: der Männer-Kammerchor Sonnenberg
- 1994: der Nassauische Kunstverein Wiesbaden e.V.
- 1995: der Verein für Nassauische Altertumskunde und Geschichtsforschung e.V.
- 1996: die Sängerin und Gesangspädagogin Carla Henius
- 1997: das Wiesbadener Frauenmuseum und Kulturzentrum Schlachthof
- 1998: die Gesellschaft für Natur und Kunst e.V.
- 1999: das Aktive Museum Spiegelgasse
- 2000: das Wiesbadener exground-Filmfest
- 2001: der Bildhauer Wolf Spemann
- 2002: die Fluxus-Künstler Ute und Michael Berger
- 2003: der Bachchor Wiesbaden
- 2004: das Theater am Pariser Hof
- 2005: der Schriftsteller Hans Dieter Schreeb
- 2006: der Verein zur Förderung künstlerischer Projekte mit gesellschaftlicher Relevanz e.V.
- 2007: die Heimatforscher Fritz Diehl und Klaus Kopp
- 2008: die Kooperative New Jazz und ARTist (KOOPERATIVE NEW JAZZ Wiesbaden e. V.)
- 2008: für das künstlerische Lebenswerk des Komponisten und Dirigenten Siegfried Köhler (Sonderpreis)
- 2009: das Velvets Theater
- 2010: die Freunde der Filme im Schloss sowie ein Ehrenpreis für die Wiesbadener Juristenband
- 2011: der Künstlerverein Walkmühle e.V.
- 2012: der Künstler Benjamin Patterson
- 2013: der Wiesbadener Knabenchor e.V.
- 2014: das Jugendreferat des Staatstheaters
- 2015: die Interessengemeinschaft Wiesbadener Galerien
- 2016: die Friedrich-Wilhelm-Murnau-Stiftung
- 2017: das Graffiti-Treffen Meeting of Styles in Mainz-Kastel
- 2018: die Gesellschaft für deutsche Sprache
- 2019: die Wiesbadener Fototage
- 2020: die Jüdische Gemeinde Wiesbaden
- 2021: der Wiesbadener Improtheater-Sommer
- 2022: die Kunstarche Wiesbaden e.V.
- 2023: die Kammerspiele Wiesbaden
- 2024: die Evangelische Singakademie Wiesbaden